# Barbaracurus somalicus
Espèce
Synonymes
- Babycurus somalicus Hirst, 1907

Barbaracurus somalicus est une espèce de scorpions de la famille des Buthidae.

## Distribution
Cette espèce est endémique du Somaliland en Somalie. Elle se rencontre vers Berbera et Borama.

## Description
La femelle holotype mesure 47 mm.
La femelle décrite par Kovařík en 2000 mesure 48,2 mm.
Le mâle décrit par Kovařík, Lowe et Šťáhlavský en 2018 mesure 35,50 mm et la femelle 40,65 mm.

## Systématique et taxinomie
Cette espèce a été décrite sous le protonyme Babycurus somalicus par Hirst en 1907. Elle est placée dans le genre Barbaracurus par Kovařík, Lowe et Šťáhlavský en 2018.

## Étymologie
Son nom d'espèce lui a été donné en référence au lieu de sa découverte, le Somalie.

## Publication originale
- Hirst, 1907 : « Notes on scorpions, with descriptions of two new species. » Annals and Magazine of Natural History, sér. 7, vol. 19, p. 208-211 (texte intégral).